# Феодора Ангел
Феодора Ангел (Теодора Ангеліна) (грец. Θεοδώρα Αγγελίνα; 1190 — 22/23 червня 1246) — візантійська принцеса, герцогиня Австрійська, в шлюбі з Леопольдом VI, герцогом Австрії.
У дитинстві вона була використана її дідом, імператором Олексієм III Ангелом, як політичний інструмент для завоювання прихильності регіональних сильних Іванка та Добромира Хриса. Її заручини або шлюби з ними були перервані, оскільки обидва були послідовно захоплені імператором.

## Ідентичність
Особистість дружини Леопольда VI довгий час оскаржувалася вченими. Середньовічні джерела лише зафіксували її ім'я Теодора і що вона була онукою візантійського імператора (Theodoram neptam regis Graecorum duxit uxorem, Theodoram neptem regis Grecie). Сучасні вчені, починаючи з Георга Юріча в 1894 році, висловлювали різні думки щодо того, ким був цей імператор, при цьому деякі вважали Феодору онукою Ісаака II Ангела (роки правління 1185—1195, 1203—1204), тоді як інші вважали, що це був Олексій III Ангел (роки правління 1195—1203). інші тлумачили «neptis» не як онуку, як у класичній латині, а як племінницю чи навіть внучату племінницю, що було більш поширеним значенням слова в Середньовіччі.
Тепер її остаточно ідентифіковано як дочку Ісаака Комніна Ватацеса, онука Візантійського полководця Феодора Ватаца та багрянородної принцеси Євдокії Комніни, доньки імператора Іоанна II Комніна (роки правління 1118—1143), та Анни Комніни Ангеліни, другої доньки імператора Олексія III Ангела .

## Життєпис
Її батьки одружилися в 1190 році або трохи раніше, і Теодора народилася незабаром після цього, оскільки в 1203 році їй лише виповнилося чотирнадцять років .

### Заручини з Іванком та Добромиром Хризом
Її батько отримав звання «севастократор», коли Олексій III Ангел зійшов на престол у 1195 році, , але влітку того ж року він був схоплений під час кампанії проти повстання Асеня і Петра(болгарських повстанців) під проводом Івана Асена І та ув'язнений у тогочасній болгарській столиці Тирново, де й помер навесні 1196 року.

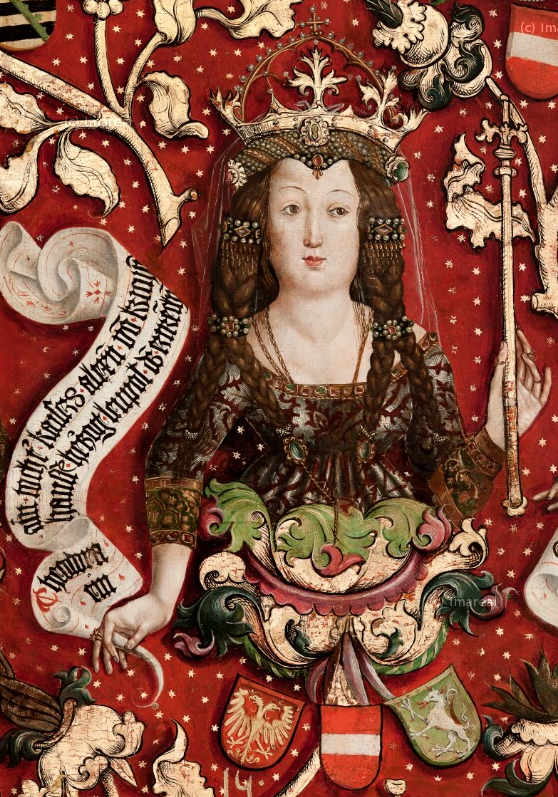
Портрет Теодори кінця XV століття в генеалогічному дереві дому Бабенбергів,

Відповідно до однієї історії, переданої тогочасним літописцем Никитою Хоніатом, Ісаак зіграв роль у вбивстві Асеня незадоволеним болгарським боярином Іванком. Як повідомляється, Ісаак пообіцяв Іванкові руку Феодори в обмін на грамоту  . Ісаак помер перед вбивством Асеня, але після того, як Іванко вбив Асеня та втік до візантійського двору, де вступив на імператорську службу, імператор Олексій III заручив його з Феодорою, щоб зміцнити свою вірність . Через свій молодий вік Хоніат описує майбутню наречену як «дитина, що вимовляє дитячі балачки»  —шлюб, якщо він взагалі був, ніколи не був укладений. Феодора залишилася в Константинополі, тоді як Іванко підняв повстання в 1199 році, але був схоплений і ув'язнений завдяки підступу .
Невдовзі після цього Олексій III використав Феодору, щоб завоювати прихильність іншого регіонального балканського воєначальника, Добромира Хриса, який у 1201 році підняв повстання разом із незадоволеним візантійським полководцем Мануїлом Каміцею. Хриз вже був одружений на дочці Каміца, але з готовністю прийняв пропозицію імператора і здав фортеці Пелагонію (сучасна Битола) і Прилеп, які він захопив у військ імператора . Незабаром після цього Олексій III також виступив проти Хриза та полонив його.
У 1203 році Феодора одружилася з двоюрідним братом, Леопольдом VI, герцогом Австрії ..
Її чоловік помер у 1230 році і згодом вона стала черницею в Клостернойбурзькому Монастирі . Феодора померла там 23 червня 1246 року, як повідомляється, від горя через смерть свого сина, Фрідріха II у Битві на річці Лайті, проти угорців за вісім днів до цього.

## Родина
Чоловік — Леопольд VI, герцог Австрійський
Діти:
- Маргарита (1204—1266) — одружена (1225) з Генріхом VII, королем Німеччини, у другому шлюбі (1252) за Оттокаром II, королем Чехії
- Агнесса (1205—1226) — одружена (1222) з Альбрехтом I, герцогом Саксонії
- Леопольд (1207—1216) — впав з дерева і помер
- Генріх (1208—1228) — одружений (1225) з Агнесою, донькою Германа I, 5-го ландграфа Тюрингії
- Гертруда (1210—1241) — одружена (1238) з Генріхом Распе, ландграфом Тюрингії
- Фрідріх II (1211—1246) — герцог Австрії і Штирії (з 1230 р.)
- Констанція (1212—1243) — одружена (1234) з Генріхом III, маркграфом Майсенським